# البطالية
قرية البطالية، هي إحدى قرى محافظة الأحساء. تقع على بعد 7 كم شمال شرق مدينة الهفوف  و2.60 كم شرق مدينة المبرز. تقع في وسط مزارع النخيل ويميزها وقوعها في قاع سهل ملي على بعد 2.6 كم جنوب غرب الحافة الجنوبية لجبل الشعبة وترتفع عن سطح البحر ما بين 138 – 140م، وتتكون القرية من خمسة أحياء بمساحة غير منظمة وعدد سكانها30000 نسمة. وتعتبر هذه القرية من البقية الباقية من قرى الأحساء القديمة.
بلغ عدد منازلها سنة 1908م في تقدير لوريمر نحو 325 منزلا ً، أما فيدال فقد قدر منازلها في عام 1952م بنحو 357 منزلاً ، وينسب إلى هذه القرية العالم اللغوي (محمد بن مبارك اللويمي البلادي) صاحب شرحي الآجرومية، والعوامل الجرجانية في النحو ووقد توفي سنة 1250هـ وله مسجد لا زال يعرف باسمه في هذه البلدة.

## سبب التسمية
يرد اسم البطالية بمسمى البطالة أو بلاد بن بطال، وأحياناً البلاد القديم، ويرجع سبب التسمية إلى بطّال بن مالك بن بطال بن إبراهيم العيوني الذي توفي سنة (538هـ) وهو أحد فرسان الدولة العيونية وشجعانها وأخًا غير شقيق لمؤسس الدولة العيونية (عبد الله بن المقرب العيوني) وقيل أن المؤسس منحه بستاتين بالقرب من البطالية فصارت القرية فيما بعد تنسب إليه؛ فعرفت في بادئ الأمر ببلاد ابن بطال، ومن ثم بالبلاد وأخيراً بالبطالية.

## حدودها وموقعها
تتميز البطالية بما حولها من التفافات من النخيل التي تعطيها التقسيم والتجزؤ لكثرة أحزمة النخيل فيها بصورة عشوائية كما أنها تحتل الجزء الشرقي من المحافظة. وهي تقع بالنسبة لمحافظة الأحساء ومدنها في شمال شرقي مدينة الهفوف التي تبعد (7) كلم تقريبا عنها. ومن جهة أخرى تقع إلى الشرق من مدينة المبرز على مسافة (2,2) كلم تقريبا.

## لمحة تاريخية
قرية البطالية واحدة من قرى الأحساء التي تحوي آثارا إسلامية خالية من النقوش والكتابات. وعلى الرغم من ذلك فإن هناك روايات متناقلة تحمل موروث التواتر في صدق الخبر وصحته. على أن تلك الآثار عائدة إلى حقبة زمنية مبكرة من التراث الإسلامي الذي يمثل ما بقي من مدينة الأحساء التاريخية وقلبها النابض. يوضح فهد الحسين في (الآثار الإسلامية بقرية البطالية) أن القرية جاءت في المصادر القديمة وما دونه المؤرخون باسم البطالية بلاد ابن بطال. وأيضا البلاد كما نعتها البعض في الوقت الحاضر وخاصة من القرى المحيطة بها - بالعاصمة - لكونها مركزا قياديا لبعض رؤساء القبائل في الأحساء (هجر) قديما.
ويرى الشيخ محمد العبد القادر أن (البطالية) نسبة إلى ابن بطال مالك بن إبراهيم العيوني. كما أن اسم القرية لا يقتصر على مسمى شخص واحد. بل هناك شخصيات ارتبط اسمهم «بالبطال» من أصحاب النفوذ والسلطة آنذاك وأقرب التسميات راجعة إلى (بطال بن مالك) التي تقول الرواية فيه (أن أخاه عبد الله بن علي العيوني منحه بساتين بالقرب من قرية البطالية) وسميت البطالية باسمه أما يوسف بن راشد المبارك فيرى أن عبد الله بن علي كان قد أقطع مدينة الأحساء وما حولها لأخيه لأمه ابن بطال فعرفت ببلاد ابن بطال. ويذكر المسنون أن القرية كانت أربعة أحياء مستقلة تحول عن بعضها بمزارع النخيل كما أن الباحث (الأمريكي فيدل) يذكر أن القرية كانت لا تتجاوز الـ500 قدم وما كانت القرية سابقا محاطة بسور كما هو معتاد قديما. لتوفير الحماية. فقد تم إلغاء السور الخارجي وتعويضه بكتلة من البناء المتلاصق الذي ميز القرية. حيث تستخدم الدور والسطوح للمراقبة. الجدير بالذكر أن قرية - البطالية - شهدت صراعات واحتدامات قديما بين القبائل في «الدولة العيونية والدولة الجنابية» والتي أخذت بعض تلك الاحتدامات طابع الأساطير والخرافات وبعضها يحمل صدق النقل والواقعية لما تتداوله الأجيال في القرية. أبرز تلك المواقع. حي الرابية، وموقع بهيته، والفريق الجنوبي، ومقبرة الحسنية، وموقع بر المصلى شمالا وهذه المواقع هي أهم التلال الأثرية في القرية وما حولها.

## معالمها

### المسجد الجامع (مسجد قريمط)
بني في الفترة (469هـ -520هـ) وهو يعود لعهد دولة القرامطة المناهضة للدولة العباسية.

### عين الجوهرية
وهي عين قديمة جاء ذكرها على لسان الشاعر ابن المقرب العيوني: ومن ماء الجوهرية لوْصَفَي.. ذُبابه حَسيٌ لايرجى نبوعها.

### تل قصر قريمط
يقع تل قصر قريمط شرقي حي الرابية الحالي، ويمكن الوصول إليه عبر مدخل القرية الغربي الرئيسي المؤدي إلى وسط القرية. ويعرف التل لدى سكان قرية البطالية بالقصر أو قصر قريمط، وذلك نسبة إلى أحد قادة الدولة القرمطية الجنابية. والتل المذكور يمتد ليشمل أجزاء كبيرة من حي الرابية الجنوبية، بينما تشغل بمدرسة البطالية الابتدائية الأولى في الوقت الراهن مساحة تقرب من (200*220) م من التل المذكور. في حين يرتفع التل عن سطح أرض القرية الحالي قرابة (5-6) م.
ويرتبط موقع التل بالعديد من الأساطير والروايات الشعبية التي تتحدث عن القرامطة وحكام الدولة العيوينة. ومن ذلك ماذكره أحد المسنين من أهل القرية رواية عن جده: أن أحجار قصر قريمط جلبت من مقطع للأحجار يقع بالقرب من قرية الفضول. وأن أحد الجبابرة واسمه قريمط استعبد الناس وأجبرهم على قطع الأحجار الضخمة وحملها إلى البطالية، فبنى منها قصره الذي يعرف بالقرية باسم قصر قريمط. ويقال أن الجبار قريمط أمر بصف مئات الرجال من الفضول حتى القصر، فكانوا يتناولون الأحجار بالأيدي إلى الموقع.
كما يروي كبار السن قبر لرجل يدعى ابن المقرب، ويدعي الأهالي أن القبر لزعيم جبار وهو غير الشاعر ابن المقرب العيوني المشهور. بينما يرى آخرون أن القبر هو لأبي سعيد الحسن الجنابي الذي يعرف محلياً باسم قريمط.
ويذكر الأهالي أن قصر قريمط كان أفضل المواقع للحصول على الحجارة وأن العديد من أساسات بيوت القرية القديمة بنيت من أنقاض تل القصر. وقبل مايزيد على (60) عاماً كانت أعمال نهب التل تجري في ضلعه الشرقي وركنه الشرقي الشمالي. ويقول كبار السن: إن الجانب الجنوبي الشرقي والشمالي الشرقي من التل أستخدم في بعض الفترات مقبرة لدفن جثث الأطفال. بينما يؤكد الجميع وجود أسوار حجرية ضخمة تحت أنقاض التل يزيد عرضها عن طول قامة الرجل العادي، وأنها تقوم في أطراف التل على عمق (2) م تقريباً.
الظواهر السطحية لتل القصر:
لايوجد على سطح التل الحالي معالم بارزة ذات أهمية تذكر. فقد تم تسوية سطحه بعد بناء المدرسة عام 1380هـ - 1960م. وأهم مايظهر على سطح الموقع قطع الجص والحجارة الصغيرة المبعثرة وعدد كبير من الكسر الفخارية المتنوعة. ويلاحظ أن الكسر الفخارية توجد بكثافة في أطراف التل الشمالية والشمالية الغربية داخل أسوار المدرسة وخارجها.
ومن أبرز الظواهر الأثرية الملاحظة بالتل، وجود منخفض أرضي مستدير الشكل يبلغ قطره (2) م تقريباً يقع بالقرب من السور الغربي قريباً من مدخل المدرسة. ومن المحنمل أن هذا المنخفض ناتج عن هبوط التربة السطحية، ومن غير المعروف حتى الآن ما إذا كان بئراً أو صهريجاً لحفظ المياه.
كما يظهر على سطح التل جدران طينية واضحة المعالم تقع بمحاذاة ضلعه الغربي، وبرج ضخم مستدير المقطع يقع بركن التل الشمالي الغربي.

### عين الجمة
عرفت العين بمسميات أخرى منها: عين الباهلية نسبة إلى رجل كان يملكها يعرف بالباهلي من أهالي مدينة الهفوف. كما عرفت أيضاً بالمباركات، وقد أطلق هذا الاسم عليها أحد رجالات أسرة الغنيم المعروفة بالمنطقة. وبعد أن اشتراها عبد الله المسلمي -أحد أهالي قرية البطالية- أطلق عليها اسم الجمة. أما اسمها القديم فهو عين سليفات، وهو الاسم المعروف والمشهور لدى مسني القرية.
وقد أشار إلى هذه العين الشيخ حمد الجاسر حين زيارته للقرية عامي (1359,1358هـ/1940,1939م) وأوارد رواية عن وجود آثار الحمام الذي قتل فيه آخر رؤساء القرامطة وأنه لايزال باقياً قريباً من تل قصر قريمط، وأن مجرى الماء لذلك الحمام متصل بعين القحيبات المشار إليها آنفاً. لكن الجاسر لم يذكر ما إذا كان شاهد آثار الحمام أم لا؟!
ويؤكد أهل القرية أن عين الجمة كانت ترتبط بتل قصر قريمط عبر أنبوب فخاري يتصل بفتحة (بادجير) تقع في الركن الشمالي من العين، وهو قطعة من أنبوب فخاري يبلغ قطر فتحته (11) سم، وهذا القطر يوضح كمية المياه المتدفقة مما يتناسب مع ربط الحمام بالعين.
وقد أكد المسنين أنه أثناء حفر بلدية المنطقة بالقرب من العين في حدود عام (1405,1404هـ/1985,1984م) شاهدوا أنبوباً فخارياً على عمق (4) م تقريباً يمتد من عين الجمة ويتجه إلى داخل تل قصر قريمط.
وتقع العين على مسافة (25) م من الركن الجنوبي الغربي لسور مدرسة البطالية الابتدائية الأولى (تل قصر قريمط) داخل منزل حجي بن عبد الله المسلمي، أحد أهالي قرية البطالية.
والعين بئر واسعة مستديرة الفوهة يبلغ قطر فوهتاها (2,5) م تقريباً، جدرانها مطوية بحجارة رملية. ويلاحظ أن حجارو جدران العين الرملية أصابها تلف كبير نظراً لتآكلها بفعل الرطوبة. وقد ركب على العين مضخة كبيرة لرفع المياه، حيث تعتمد أسرة المسلمي عليها في تأمين احتياجاتها من المياه.
وماء العين منخض ولكنه صاف ورقراق، إلا أن الأهالي يؤكدون أن العين كانت غزيرة المياه، يفيض ماؤها على سطح الأرض وأنها كانت تسقي البساتين والمزارع القريبة منها.* الوقيف 

## بعض رجالات القرية
من أبرز من ساهموا في النشاط الاجتماعي في القرية الحاج عبد الله حسين الحاجي يلقب بالأبن البار ولدية اخوان: طه، عدنان، ولدية 3 أبناء: عبد الحميد، عبد المجيد، عبد المنعم وهو الذي كان في السابق له الفضل في تأسيس الجمعية الخيرية بالقرية. وكان من الأوائل في المطالبين بالإسكان الذي أنشئ أساسا لحل مشكلة الإسكان في القرية. ومن جهوده انه طالب بتنفيذ مشروع التحسين بالقرية الذي ترتب عليه فتح شوارع جديدة أدت إلى التنفيس عن أهالي القرية وكان من الذين بذلوا جهدا في تحسين وضع المعوقين لا في قرية البطالية بل على مستوى الأحساء ككل. وبسبب تلك الجهود الجبارة من قبل الشخصيات الفاعلة ظهر ذلك الصرح الاجتماعي ممثلا بالجمعية الخيرية التي قدمت ولا زالت تقدم المساعدات المادية والعينية للمحتاجين من الأسر. سواء على مستوى القرية أو ما تقدمه من مساعدات لأسر قرية الشعبة. ويقوم على هذا الصرح عدد من أبناء القرية الذين أوقفوا أنفسهم لخدمة مجتمعهم. كما تتميز القرية بوجود الزواج الجماعي السنوي الذي تنظمه القرية للتقليل من الكلفة على المتزوجين. وللقرية حواري رياضية كثيرة وأبرز تلك الحواري نادي الفوارس الذي ينتمي إلى مركز التنمية الاجتماعي بالأحساء وله أنشطة مختلفة رياضية وثقافية واجتماعية وتضم القرية عددا من الفرق الرياضية الأخرى مثل: النهروان، الجوهرية، التقدم، السلام، والمنتظر، وفريق الرابية.. تحوي القرية محالا مختلفة. كغيرها من القرى. توفر هذه المحال كل ما يتطلبه أبناء القرية حيث يوجد عدد من محال المواد الغذائية والخياطة والمطاعم والحلاقة والمواد الصحية وغيرها من المحال الأخرى. كما يوجد بالقرية سوق للخضار يقع في (الشبرة). ويوجد في القرية عدد من الحرفيين (كالحائك) ممثلا في الحاج عبد الحميد المسبح (القفاص) ومحمد العويشي ويوجد من يجيد حرفا أخرى وهناك هواة تربية المواشي والطيور والدواجن. والجدير بالذكر أن أكثر المنشآت التجارية والمهنية تديرها أياد سعودية في القرية.

## المستشفيات والصيدليات
يوجد فيها صيدلية واحدة وتسمى بصيدلية رحيق السلامة ويوجد بها مستوصف صحي تابع لوزارة الصحة بالمملكة.

## مدارسها وروضاتها
توجد في البطالية عشر مدارس.
- مدرسة البطالية الابتدائية وهي أول مدرسة للأولاد والتي بنيت عام 1380هـ.[7]
- المدرسة الأولى للبنات بالبطالية في عام 1393هـ.[10]
- روضة الأطفال التابعة لجمعية البطالية الخيرية والتي تأسست في عام 1400هـ.
- مدرسة العباس بن عبد المطلب الابتدائية.
- مدرسة الزبير بن العوام المتوسطة.
- مدرسة هشام بن عبد الملك الثانوية.
- المدرسة الأولى للبنات بالبطالية.[11]
- مدرسة الثانية للبنات.
- المدرسة المتوسطة الأولى للبنات.
- المدرسة الثانوية الأولى للبنات.

## أحياء القرية
- الفريق الشمالي (الجامع، الطالعية، النهير، البديع...)
- الفريق الشرقي (حزازة، الحسي، الشلاعية....)
- الفريق الجنوبي (اللامنات، ام طويرة..)
- الفريق الغربي الذي يُعرف بالرابية.[12]

أحياء أخرى موجوده في قرية البطالية:
- الجعفرية
- الصحة
- الأصباخ
- العريصة
- القصر
- الأجودية
- أبو حليوه
- ام سندية
- الشبرة
- الخويس الذي تعرف حالياً بالكاظمية

## صفحات لجهات ومنظمات من القرية
- جمعية البطالية الخيرية

## انظر ايضاً
- الأحساء

## وصلات خارجية
- البطالية .. عين التاريخ والجغرافيا.
- حزام النخيل يضفي على البطالية سحرا خاصا.